# Апостол-Кегич Єгор Іванович
Апостол-Кегич Єгор Іванович (1802 або 1803 — після 1850) — військовик, декабрист, поміщик. Зі старшинського роду, син офіцера. Виховувався вдома. Службу розпочав 1820 підпрапорщиком Чернігівського піхотного полку. Від 1824 — прапорщик, ад'ютант розміщеного у Василькові 2-го батальйону. Не будучи членом таємного товариства (див. Декабристів рух), 11 січня 1826 (30 груд 0. 1825) приєднався до Чернігівського полку повстання, проте 15(03) січня полишив його. За рішенням аудиторського департаменту Головного штабу, яке 24 (12) липня 1826 затвердив імператор Микола I, відбув шестимісячне ув'язнення в Бобруйській фортеці, після чого повернувся на службу. 1828 через хворобу пішов у відставку, зобов'язавшись мешкати в Костянтиноградському повіті Полтавської губернії.
1843–44 — виборний засідатель Костянтиноградського повітового суду, 1850 — суддя місцевого межового суду. Володів 58 кріпаками й тисячею десятин землі. Друга частина його прізвища відбилась у назві населеного пункту Кегичівка куди ввійшов хутір Єгорівка — маєтність А.-К.